# Lagrave
Lagrave is een gemeente in het Franse departement Tarn (regio Occitanie) en telt 1264 inwoners (1999). De plaats maakt deel uit van het arrondissement Albi.

## Geografie
De oppervlakte van Lagrave bedraagt 9,5 km², de bevolkingsdichtheid is 133,1 inwoners per km².
Lagrave ligt op de zuidelijke oever van de Tarn.
De onderstaande kaart toont de ligging van Lagrave met de belangrijkste infrastructuur en aangrenzende gemeenten.

## Demografie
Onderstaande figuur toont het verloop van het inwonertal (bron: INSEE-tellingen).